# БАЗ-А081.10

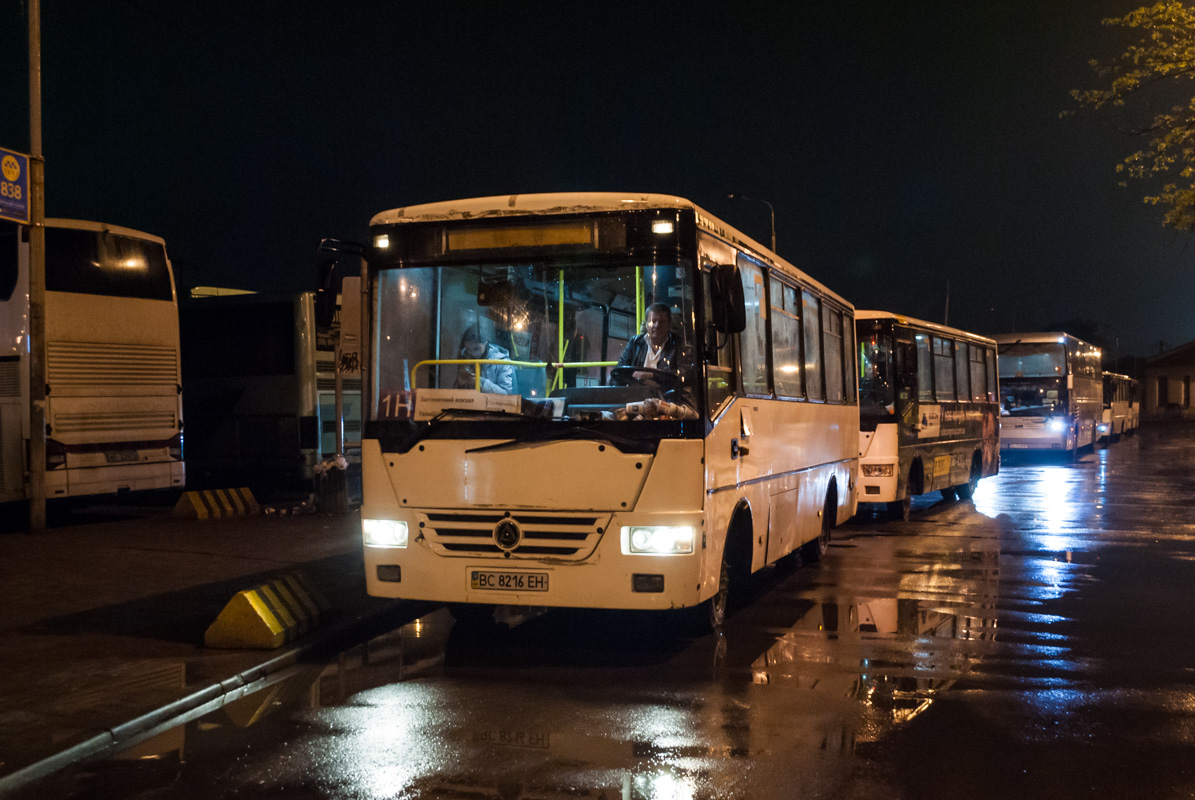
БАЗ А08110 в Львове

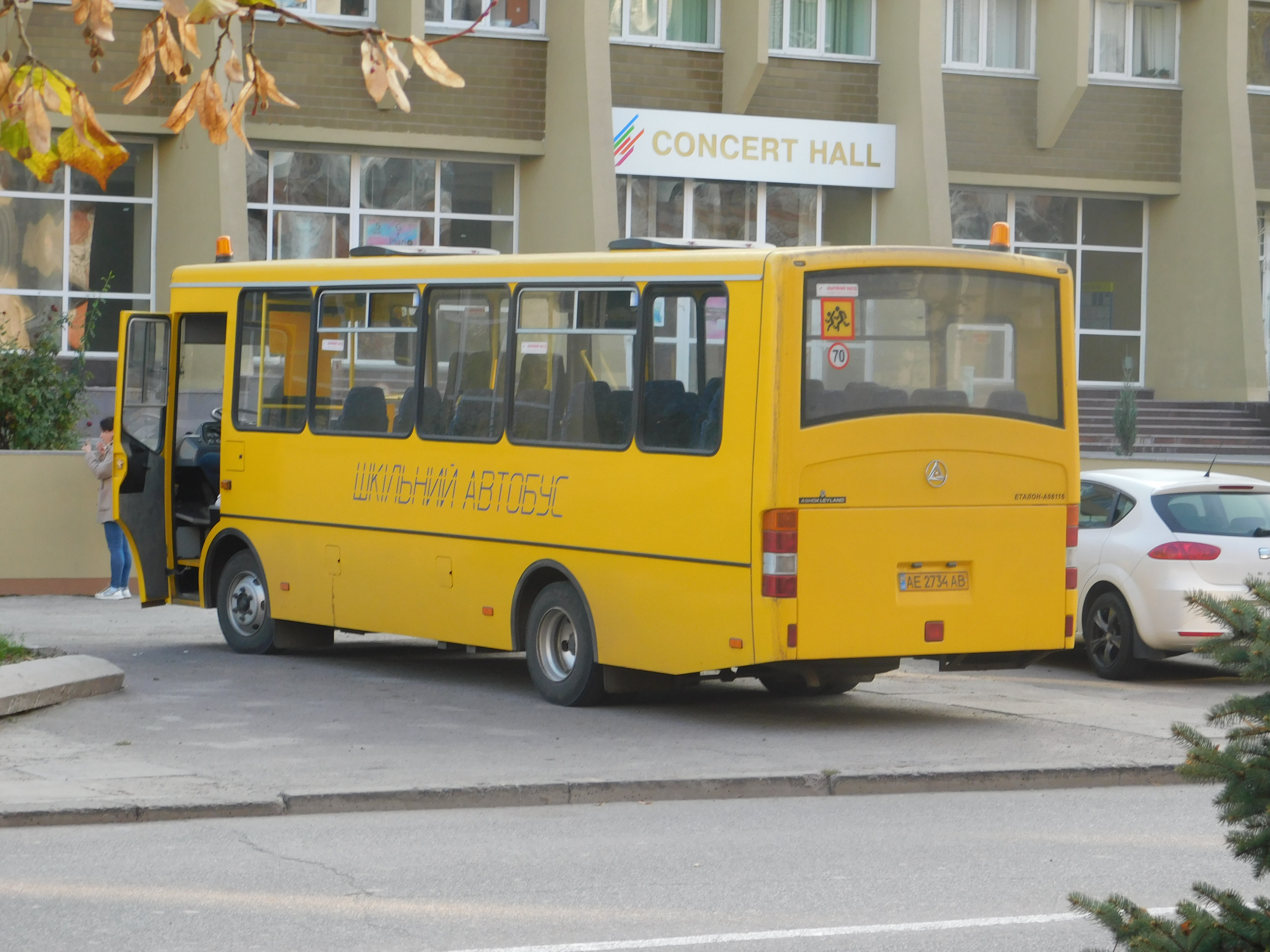
БАЗ А08116ш в Днепре

БАЗ А08110 «Василёк» — украинский высокопольный автобус малой вместимости, выпускающийся на Бориспольском автозаводе. Он создан в 2010 году и пришёл на смену модели БАЗ А079, выпускающейся в 2002—2015 годах.
Впервые модель представлена в 2010 году. Представляет собой автобус, близкий по габаритам к БАЗ А079, но с современной отделкой и комфортабельным салоном. Всего выпущено не менее 600 экземпляров.

## Описание
Автобус «Василёк» вмещает в себя 45 пассажиров, из них 30 — стоящие, 15 — сидячие. Как и другие городские автобусы малой вместимости, имеет две автоматические двери с возможностью аварийного ручного открывания.
Шасси взято от индийской модели Ashok Leyland Eagle. Сам автобус комплектуется 6-литровым двигателем китайского производства Hino HA6DT13N-BSIII Евро-3. За всю историю производства автобус комплектуется 5-ступенчатой механической трансмиссией немецкого производства ZF 5-36ОD, рулевое колесо имеет гидроусилитель, также присутствует антиблокировочная система. Колёсные подвески транспортного средства зависимые, на двух параболических рессорах со стабилизатором поперечной устойчивости и двумя телескопическими гидравлическими амортизаторами, шины —  235/75R17,5.
Модельный ряд состоит из моделей Эталон-А08115-20 (двигатель Ashok Leyland H6E4S123 Евро-4), Эталон-А08210 (двигатель ТАТА 697 ТС 65 Евро-3) и Эталон-А08116 (двигатель Ashok Leyland H6E5SD123 Евро-5), причём первая появилась в 2012 году, вторая — в 2013 году, последняя — в 2017 году.

## Модификации
- Эталон А08110 «Василёк» — первый серийный вариант с двигателем Hino HA6DTI3N-BSIII, всего выпущено не менее 130 экземпляров.
- Эталон-А08110ш — школьный автобус, аналог предыдущей модификации, всего выпущено не менее 57 экземпляров.
- Эталон-А081.11 — 43-местный автобус среднего класса с 23 местами для сидения, передняя дверь двустворчатая, двигатель — Hino HA6DTI3N-BSIII, всего выпущено не менее 60 экземпляров.
- Эталон А08111ш — школьный автобус, аналог предыдущей модификации, всего выпущено не менее 88 экземпляров.
- Эталон А08115-20 «Василёк» — междугородный автобус среднего класса вместимостью 46 мест, из которых 26 — для сидения, передняя дверь одностворчатая, двигатель — Ashok Leyland H6E4S123, всего выпущено не менее 4 экземпляров.
- Эталон А08116 — междугородный автобус среднего класса, двигатель — Ashok Leyland H6E5SD123, всего выпущено не менее 2 экземпляров.
- Эталон А08116ш — школьный автобус, аналог предыдущей модификации, всего выпущено не менее 305 экземпляров.
- Эталон А08210 «Василёк» — междугородный автобус среднего класса, двигатель — ТАТА 697 ТС 65, всего выпущено не менее 1 экземпляра.

## БАЗ-А081.11
БАЗ А08111 «Василёк» — украинский высокопольный автобус малой вместимости, выпускающийся на Бориспольском автозаводе с 2011 года. В отличие от БАЗ-А081.10, автобус имеет увеличенное количество мест для сидения и может использоваться даже на пригородных маршрутах. Передняя дверь автобуса двустворчатая, двигатель — Hino HA6DTI3N-BSIII Евро-3.
Шасси автобуса — Ashok Leyland Eagle, унифицировано с автобусами БАЗ-А081.10 и БАЗ-А081.20.

### Описание
Автобус БАЗ-А081 одиннадцатой модификации вмещает в себя 43 пассажира, из них 22 — сидячие и 21 — стоящие. Как и другие городские автобусы малой вместимости, имеет две автоматические двери с возможностью аварийного ручного открывания.
Шасси взято от индийской модели Ashok Leyland Eagle. Сам автобус комплектуется 6-литровым двигателем китайского производства Hino HA6DT13N-BSIII Евро-3. За всю историю производства автобус комплектуется 5-ступенчатой механической трансмиссией немецкого производства ZF 5-36ОD, рулевое колесо имеет гидроусилитель, также присутствует антиблокировочная система. Колёсные подвески транспортного средства зависимые, на двух параболических рессорах со стабилизатором поперечной устойчивости и двумя телескопическими гидравлическими амортизаторами, шины — 235/75R17,5.

### Модификации
- Эталон А081.11 — 43-местный автобус среднего класса с 23 местами для сидения, передняя дверь двустворчатая, двигатель — Hino HA6DTI3N-BSIII, всего выпущено не менее 60 экземпляров.
- Эталон А08111ш — школьный автобус, аналог предыдущей модификации, всего выпущено не менее 88 экземпляров.